# بشير مزين
بشير مزين (الاسم العلمي: Polypterus ornatipinnis) (بالإنجليزية: Ornate bichir)‏ هي نوع من الأسماك تتبع جنس كثيرة الزعانف من فصيلة كثيرات الزعانف.